# Ommatius minimus
Ommatius minimus là một loài ruồi trong họ Asilidae. Ommatius minimus được Doleschall miêu tả năm 1857. Loài này phân bố ở miền Australasia.